# Vlag van Alpes-de-Haute-Provence

Vlag van Alpes-de-Haute-Provence

De vlag van Alpes-de-Haute-Provence is de niet-officiële vlag van het Franse departement Alpes-de-Haute-Provence. Net als de meeste andere departementen van Frankrijk heeft Alpes-de-Haute-Provence geen officiële vlag, maar wordt de hier rechts afgebeelde vlag op niet-officiële wijze gebruikt. De vlag is afgeleid van het wapen van dit departement.
De vlag toont een blauw veld, met een gele lelie met daarboven een rode barensteel, met aan de onderkant een witte driedelige driehoeken die uit de basis komt.
Het ontwerp toont die van de voormalige provincie Provence, terwijl de witte driehoeken die de Alpen symboliseert. De vlag is geïnspireerd op het ontwerp van het wapen dat in 1950 is voorgesteld door Robert Louis.
Naast deze vlag is er een logovlag in gebruik.

Vlag van Provence (alternatief)
Logovlag